# María Fajardo
María de los Ángeles Fajardo Rieiro, conocida como María Fajardo, es una política uruguaya perteneciente al Partido Nacional.

## Biografía
Inició su militancia acompañando a Jorge Larrañaga. Durante el año 2019 se desempeñó como intendenta interina del departamento.
En los comicios de octubre de 2019, el veterano político Guillermo Besozzi resultó electo diputado por Soriano; a fines de 2020, al ser electo intendente de Soriano, Fajardo ingresó como suplente. En 2022 fue 4ª vicepresidenta de la Cámara de Representantes.
En las elecciones de 2024 fue electa simultáneamente senadora y diputada, optando por este último cargo.